# Tripoplax ima
Tripoplax ima is een keverslakkensoort uit de familie van de Ischnochitonidae. De wetenschappelijke naam van de soort is voor het eerst geldig gepubliceerd in 1975 door Sirenko.